# Хавайска ваканция
„Хавайска ваканция“ (на английски: Hawaiian Holiday) е американски анимационен филм от 1937 г.

## Дублаж

### Оригинална версия
| Роля       | Изпълнител        |
| ---------- | ----------------- |
| Мини Маус  | Богдана Трифонова |
| Гуфи       | Веселин Ранков    |
| Доналд Дък | Диян Русев        |
| Вълна      | Анатоли Божинов   |

### Българска версия
| Обработка             | Александра Аудио    |
| --------------------- | ------------------- |
| Режисьор на дублажа   | Десислава Софранова |
| Превод                | Милена Кекеманова   |
| Тонрежисьор на записа | Петър Костов        |
| Творчески ръководител | Венета Янкова       |

### Нова версия
| Роля      | Изпълнител        |
| --------- | ----------------- |
| Мики Маус | Георги Стоянов    |
| Мини      | Богдана Трифонова |
| Гуфи      | Георги Спасов     |
| Доналд    | Диян Русев        |
| Вълна     | Анатолий Божинов  |

### Българска версия
| Обработка                       | Александра Аудио                            |
| ------------------------------- | ------------------------------------------- |
| Режисьор на дублажа             | Десислава Софранова                         |
| Преводач                        | Милица Гладнишка                            |
| Тонрежисьор на записа           | Петър Костов                                |
| Творчески директор              | Венета Янкова                               |
| Продуцент на българската версия | Disney Character Voices International, Inc. |